# Candice Patton
Candice Patton (Jackson, Misisipi, 24 de junio de 1988) es una actriz estadounidense conocida por su papel de Tori en la serie de televisión de comedia dramática The Game y por el papel de Iris West en la serie de TV The Flash.

## Biografía

### Primeros años
Nació en Jackson, Misisipi, sin embargo, creció en Plano, Texas, es hija de madre afroamericana y padre caucásico, se graduó en la Universidad Metodista del Sur en Dallas, durante su segundo año formó parte del elenco de The Young and the Restless de la cadena CBS por cinco episodios, como consecuencia de haber sobresalido en un concurso, luego de finalizar su educación universitaria viajó a Los Ángeles pocas semanas después.

### Carrera
Ha obtenido varios papeles tanto como personaje recurrente e invitado en diversas series de televisión, destacando su trabajo como Mercedes Muna en la soap opera Sorority Forever y su rol como Tori en la comedia dramática, The Game. En febrero de 2014 fue elegida para interpretar a Iris West como parte del elenco principal de The Flash.

## Filmografía

### Películas
| Año  | Título                | Rol             | Notas        |
| ---- | --------------------- | --------------- | ------------ |
| 2009 | The Astray            | Mujer           | Cortometraje |
| 2009 | Lateral Us            | Rehén femenina  | Cortometraje |
| 2011 | The Craigslist Killer | Kate            | Telefilme    |
| 2012 | Commander and Chief   | Dana            |              |
| 2014 | The Guest             | Sargento Halway |              |

### Series
| Año         | Título                     | Rol                           | Notas                                 |
| ----------- | -------------------------- | ----------------------------- | ------------------------------------- |
| 2004 — 2005 | The Young and the Restless | Robin                         | Personaje invitado en cinco episodios |
| 2007        | The Bold and the Beautiful | Candy - empleada de Forrester | Personaje invitado                    |
| 2008        | Days of Our Lives          | Alicia                        | Personaje invitado                    |
| 2008        | Casanovas                  | Actriz #2                     | Temporada 1, episodio 11              |
| 2008        | Sorority Forever           | Mercedes Muna                 | Personaje recurrente                  |
| 2009        | Days of Our Lives          | Jill                          | Personaje invitado                    |
| 2009        | Castle                     | Mujer joven                   | Temporada 2, episodios 3              |
| 2009        | Héroes                     | Olivia                        | Temporada 4, episodios 7 y 9          |
| 2009        | Entourage (El séquito)     | Asistente de Dan Coakley      | Temporada 6, episodios 6, 7 y 10      |
| 2010        | The Forgotten              | Kelly                         | Temporada 1, episodio 10              |
| 2010        | One Tree Hill              | Amiga de Katie/Tanisha        | Temporada 7, episodios 18 y 20        |
| 2010        | Grey's Anatomy             | Meg Waylon                    | Temporada 7, episodio 5               |
| 2011        | Harry's Law                | Denise Raines                 | Temporada 1, episodio 7               |
| 2011        | CSI: Miami                 | Wendy Gibson                  | Temporada 9, episodio 15              |
| 2011        | Love Bites                 | Liz Beth                      | Temporada 1, episodio 8               |
| 2012        | Rizzoli & Isles            | Viuda de Bernard Avery        | Temporada 3, episodio 3               |
| 2013        | The Game                   | Tori                          | Personaje recurrente                  |
| 2014 — 2023 | The Flash                  | Iris West-Allen               | Elenco principal Flash                |
| 2017        | Supergirl                  | Iris West-Allen               | Temporada 3, episodio 8               |
| 2017        | Arrow                      | Iris West-Allen               | Temporada 6, episodio 8               |
| 2017        | DC's Legends of Tomorrow   | Iris West-Allen               | Temporada 3, episodio 8               |
| 2019        | Batwoman                   | Iris West-Allen               | Temporada 1, episodio 9               |